# Episodi di Kevin Spencer (quarta stagione)
La quarta stagione della serie animata Kevin Spencer, composta da 18 episodi, è stata trasmessa in Canada, da The Comedy Network, dal 16 ottobre 2001 al 25 febbraio 2002.
In Italia la stagione è inedita.
| nº | Titolo originale             | Prima TV USA     |
| -- | ---------------------------- | ---------------- |
| 1  | Bingo                        | 16 ottobre 2001  |
| 2  | Snowfort                     | 23 ottobre 2001  |
| 3  | The Talented Mr. Spencer     | 30 ottobre 2001  |
| 4  | Hostage Cupcake              | 6 novembre 2001  |
| 5  | Fang                         | 13 novembre 2001 |
| 6  | Bruno Gerussi Must Die Again | 20 novembre 2001 |
| 7  | Add Beer Ad                  | 27 novembre 2001 |
| 8  | Peacekeeping Percy           | 4 dicembre 2001  |
| 9  | Serial Killer                | 11 dicembre 2001 |
| 10 | Retooling the Tool           | 18 dicembre 2001 |
| 11 | Big Ass Spooky Halloween     | 24 dicembre 2001 |
| 12 | BUZZ                         | 14 gennaio 2002  |
| 13 | Letters, Legs and Booze      | 21 gennaio 2002  |
| 14 | Chile                        | 28 gennaio 2002  |
| 15 | The Room                     | 4 febbraio 2002  |
| 16 | Showdown                     | 11 febbraio 2002 |
| 17 | Kevin's Girl                 | 18 febbraio 2002 |
| 18 | Beach Blanket Bloodbath      | 25 febbraio 2002 |